# Trichostema setaceum
Trichostema setaceum là một loài thực vật có hoa trong họ Hoa môi. Loài này được Houtt. miêu tả khoa học đầu tiên năm 1778.